# Ea (ninfa)
Ea era una ninfa, delle Naiadi, che chiese l'aiuto degli Dei per sfuggire al fiume Fasi che la corteggiava e venne tramutata in un'isola.
Era anche il nome di una regione della Colchide, ma fu usata da Valerio Flacco come un sinonimo della Colchide stessa.